# Sven De Volder
Sven De Volder (Gent, 9 maart 1990) is een Belgisch voetballer van SK Maldegem. Hij kwam in 2013 over van standaard Wetteren.
Sven De Volder verliet in 1997 VVE Hansbeke voor SK Deinze. Daar was hij telkens de eerste keeper van zijn jeugdcategorie en speelde geregeld in een hogere leeftijdscategorie. Ook speelde hij regelmatig mee met de nationale jeugdteams.
In 2006 stapte hij over naar Club Brugge, waar hij zich verder kon ontwikkelen als keeper. Omdat de concurrentie bij Club Brugge moordend was (met toen onder anderen Stijn Stijnen en Yves Lenaerts), koos Sven De Volder voor Excelsior Moeskroen, waar hij derde doelman werd.
Voordat Moeskroen failliet ging, verkoos De Volder naar SK Ronse te gaan. Daar werkte hij zich op tot titularis.
Na drie jaar SK Ronse kreeg hij de kans om dichter bij huis te voetballen en mee te werken aan het project van Standaard Wetteren. Daar tekende hij een overeenkomst voor de komende 2 seizoenen.
Door een gebrek aan vertrouwen, blessures en tegenvallende resultaten verliet hij Standaard Wetteren na 1 seizoen en ging hij in op het aanbod van SK Maldegem.
Midden 2012 studeerde hij af als boekhouder aan de Hogeschool Gent en werkt nog tot op heden bij een accountantskantoor te Aalter. Begin oktober 2013 verhuist hij naar KBC.